# 大眼短額鮃
大眼短額鮃為輻鰭魚綱鰈形目鰈亞目鮃科的其中一種，為熱帶海水魚，分布於中太平洋東部夏威夷海域，棲息深度79-134公尺，體長可達7.2公分，棲息在底層水域，生活習性不明。

## 扩展阅读
維基物種上的相關：大眼短額鮃